# Richrath
Richrath is een kleine plaats in de stad Velbert in Duitsland. Richrath ligt tussen de binnenstad van Velbert en Langenberg. Richrath hoort bij het gebied van het Nederfrankische dialect Limburgs. 
Richrath ligt aan de Uerdinger Linie. De postcode is 42553.